# Saint-Laurent-sur-Othain
Saint-Laurent-sur-Othain is een gemeente in het Franse departement Meuse (regio Grand Est) en telt 451 inwoners (2005).
De gemeente maakt deel uit van het kanton Bouligny in het arrondissement Verdun. Voor maart 2015 was het deel van het kanton Spincourt, dat toen werd opgeheven.

## Geografie
De oppervlakte van Saint-Laurent-sur-Othain bedraagt 17,1 km², de bevolkingsdichtheid is 26,4 inwoners per km².
Het plaatsje ligt aan de Othain, zoals de naam al suggereert.
De onderstaande kaart toont de ligging van Saint-Laurent-sur-Othain met de belangrijkste infrastructuur en aangrenzende gemeenten.

## Demografie
Onderstaande figuur toont het verloop van het inwonertal (bron: INSEE-tellingen).